# Fortí de Biarra
El Fort, Reducte o Fortí de Biarra de Portvendres pertany al terme comunal de Portvendres, de la comarca del Rosselló, a la Catalunya del Nord.
Està situat al mateix port de Portvendres, a la riba dreta del port, davant per davant, en diagonal, del Fortí del Fanal.

## Història
El Fort, Fortí o Reducte de Biarra forma part de les nombroses obres dutes a terme per Vauban entre els anys 1673 i 1700 per tal d'assegurar la defensa del port de Portvendres.
El Fortí està inscrit com a Monument històric francès des del 6 de juny del 1933.
El monument és propietat de l'estat. Forma part del cens d'immobles Monuments Històrics com a fortificació.